# Nederlandse Overheid Referentie Architectuur

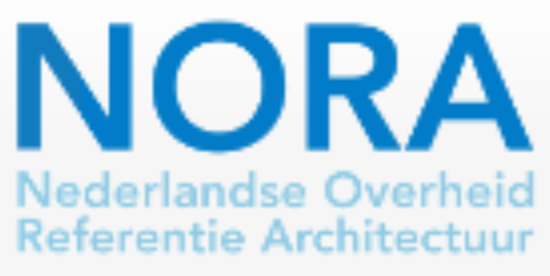

Nederlandse Overheid Referentie Architectuur of NORA is het interoperabiliteitsraamwerk voor de Nederlandse overheid en vertaalt daartoe wetgeving, beleid en standaarden naar architectuurprincipes, beschrijvingen en modellen. Het is een beschrijving van uitgangspunten voor het inrichten van de informatiehuishouding van de Nederlandse overheid. NORA is relevant voor de uitvoering van alle publieke taken door publieke en private organisaties. 
NORA beperkt zich daarbij tot het aspect 'informatie' en respecteert het subsidiariteitsbeginsel. Dat wil zeggen dat alleen zaken aan de orde komen die noodzakelijkerwijs overheidsbreed moeten worden afgesproken om een goed functionerende, gedeelde informatiehuishouding te bereiken.

## Geschiedenis
NORA is vervaardigd binnen ICTU in samenwerking met architecten van rijk, provincies, gemeenten, waterschappen, uitvoeringsorganisaties en sectoren, zoals onderwijs, openbare orde en veiligheid, gezondheidszorg. Opdrachtgever is het ministerie van Binnenlandse Zaken en Koninkrijksrelaties.
NORA 2.0 dateert uit 2007. Deze NORA versie was voor en door architecten.
Het NORA 3.0 katern Strategie dateert uit 2009 en bevat tien 'Basisprincipes'. Dit katern is primair geschreven voor bestuurders van organisaties die publieke taken uitvoeren, in het bijzonder voor de portefeuillehouders informatiebeleid. Secundair is het katern van belang voor iedereen die betrokken is bij het informatiebeleid van de overheid, zoals informatiemanagers, stuurgroepleden, programmamanagers, projectleiders, architecten, auditors, beleidsmedewerkers en adviseurs. Het katern "Principes voor samenwerking en dienstverlening"
 uit 2010 richt zich vooral op deze bredere doelgroep en bevat 40 'Afgeleide principes'. In dezelfde periode (2008-2010) zijn ook enkele dossiers geschreven over specifieke thema's.
Vanaf 2011 kent NORA geen versienummers meer en wordt de inhoud incrementeel geactualiseerd via de website NORA online. De principes uit NORA 3.0 zijn daarbij overgenomen. Er zijn onderwerpen toegevoegd als Semantiek, Ketensturing, Beveiliging, Zaakgericht werken en Digitale duurzaamheid. Sinds 2014 wordt gesproken van "De NORA" en wordt meer ingezet op de implementatie van architectuur.

## NORA-principes
NORA 3.0 bestaat uit tien basisprincipe en 40 principes die daarvan zijn afgeleid. De basisprincipes zijn beschreven in het katern Strategie, de afgeleide principes in het katern "NORA 3.0 Principes voor samenwerking en dienstverlening". De principebeschrijvingen zijn gebaseerd op het format dat bekend is van TOGAF.
De tien basisprincipes beschrijven de kwaliteit van overheidsdienstverlening vanuit het perspectief van de afnemer. Als zodanig zijn deze principes niet toetsbaar. De 40 afgeleide principes geven een concretere invulling aan de basisprincipes. Zij zijn te beschouwen als een checklist van kwaliteitskenmerken. Voor elke dienst vertaalt de dienstverlener deze kwaliteitskenmerken (in de vorm van ontwerpprincipes) naar kwaliteitsnormen (in de vorm van ontwerpbeslissingen). Door het hanteren van de checklist worden belangrijke keuzes op het juiste moment en de juiste plaats aan de orde gesteld.

## Toepassing
NORA is een sturingsinstrument. Bestuurders kunnen NORA gebruiken als een checklist van uitgangspunten om plannen voor veranderingen te toetsen. In die plannen speelt het delen van informatie met burgers, bedrijven en/of overheidsorganisaties een belangrijke rol. De verandering kan gaan om het ontwikkelen of aanpassen van processen en systemen, het opstellen van wet- en regelgeving, herijking van een takenpakket, een fusie van organisaties, et cetera. NORA kan worden geraadpleegd vanaf het eerste moment dat wordt overwogen om een verandering te starten, via het formuleren van de opdracht en de concrete eisen die aan het resultaat worden gesteld tot aan de aanbesteding, de ontwikkeling, de implementatie en het beheer van het resultaat. Over de inrichting van het sturingsproces doet NORA overigens geen uitspraken. Zo is het mogelijk NORA te gebruiken in combinatie met diverse sturingsvormen en managementmethoden.
Voor het toepassen van de NORA-principes geldt het pas-toe-of-leg-uit-principe. Overheidsorganisaties geven aan hoe zij invulling geven aan de afgeleide principes. Met goede argumenten kan van principes worden afgeweken, bijvoorbeeld omdat de dienst pas op termijn in de gewenste richting kan worden vormgegeven.
Op basis van NORA zijn diverse specifieke referentie architecturen opgesteld, zoals:
- GEMMA, Gemeentelijke Model Architectuur: Een geheel van principes, modellen en standaarden voor de (her)inrichting van de dienstverlening van Nederlandse gemeentes.
- PETRA, Provinciale Referentie Architectuur: Het uitgangspunt voor de architectuur van provincies.
- WILMA, Waterschaps Informatie & Logisch Model Architectuur: Het uitgangspunt voor de architectuur van waterschappen.
- RORA, RijksOverheid Referentie Architectuur wordt in 2024 de opvolger van de Enterprise Architectuur Rijksdienst (EAR).[8]
- DERA, Digitale Erfgoed Referentie Architectuur[9], ontwikkeld binnen de nationale strategie voor het bruikbaar, zichtbaar en houdbaar maken van digitaal erfgoed.
- ketenarchitectuur zoals de architectuur van de keten SUWI, genaamd Karwei: Samenwerken in de keten.

De rol en positie van European Interoperability Reference Architecture (EIRA) moet zich in de loop der tijd bewijzen. In principe zou je de verhouding van NORA tot EIRA echter kunnen zien zoals de positie van de zogenaamde 'bestuurlijke dochters' van NORA (EAR, GEMMA, PETRA en WILMA ten opzichte van NORA.

## NORA producten
Naast de 10+40 principes, bevat NORA handreikingen zoals hoe gegevensbeschrijvingen opgesteld moeten worden of hoe een ProjectStartArchitectuur tot stand komt. Ook wordt de koppeling gemaakt naar informatie uit andere overheidsprojecten, zoals bouwstenen en overheidsbrede standaarden.
Naast de katernen zijn er voor NORA een aantal dossiers geschreven. Er zijn dossiers over:
- Informatiebeveiliging[11][12]
- Servicegerichte architectuur[13]
- Geo-informatie[14]
- Beleidskaders[15]
- Ketensturing[16]

Het belangrijkste verschil tussen de katernen en de dossiers is de formele status van de documenten. De katernen zijn vastgesteld na een openbare review. Voor het toepassen ervan geldt het pas-toe-of-leg-uit-principe. NORA-dossiers zijn niet tot stand gekomen na een openbare review. Ze zijn niet verplichtend, maar hebben het karakter van een implementatie-advies.